# Montañas del Mico
Pour les articles homonymes, voir Mico.
Les montañas del Mico ou la sierra del Mico est une formation montagneuse du Guatemala. Son point culminant est le Cerro San Gil qui culmine à 1 267 m d'altitude.

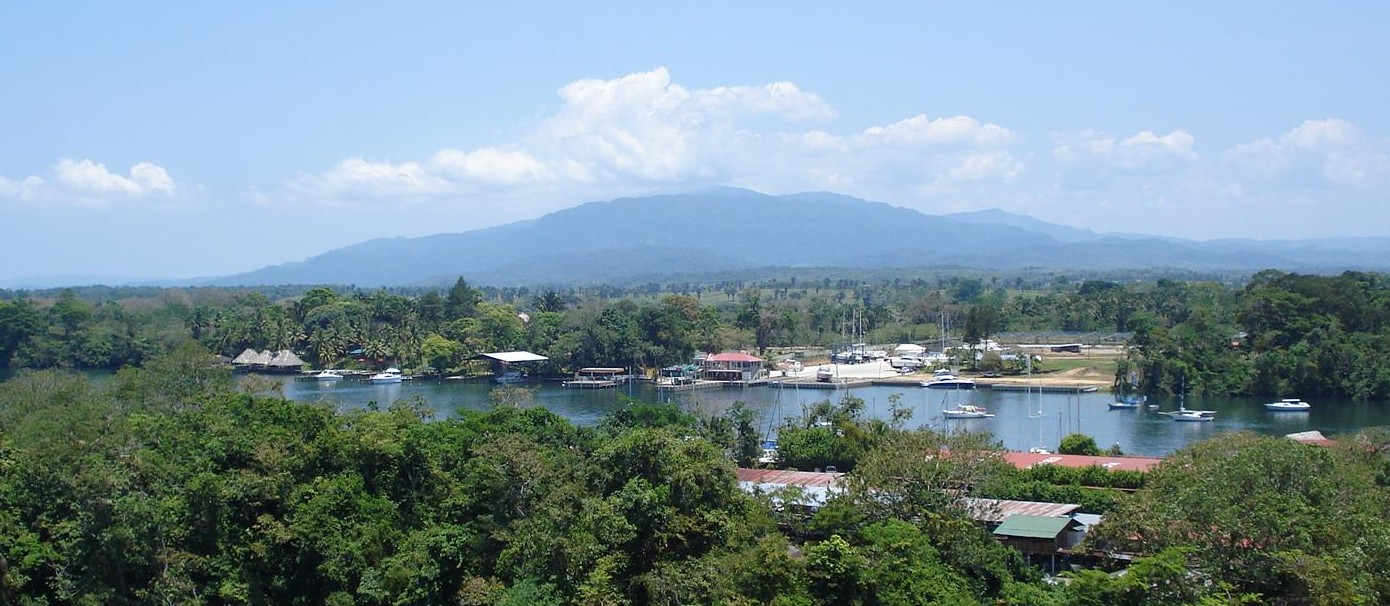
Rio Dulce et sierra del Mico.